# Екстремни бойни изкуства
Екстремни бойни изкуства (на английски: eXtreme Martial Arts – XMA) е хибриден стил на бойни изкуства, който съчетава традиционни техники с различни елементи на гимнастика, акробатика, динамични движения и сценични изпълнения. Основен акцент се поставя върху зрелището и естетиката, а не върху бойната ефективност. Създателят на XMA е Майкъл Чатурантабут.
XMA включва техники и акробатични елементи, вдъхновени от множество бойни изкуства като капоейра, таекуондо и тайландски бокс.
Стилът е популярен в състезания, демонстрации и филмовата индустрия. Неговите характерни черти включват високо-скокови ритници, въртящи движения и сложни акробатични комбинации, често изпълнявани в синхрон с музика. XMA привлича както състезатели, така и зрители със своята динамика и зрелищност.
Следва списък на движения, които са основата на XMA и често се комбинират за създаване на уникални и зрелищни изпълнения:
- Corkscrew (корков скок) – въртящ се скок, при който тялото се завърта около вертикалната ос, докато се изпълнява акробатичен елемент.
- Butterfly Kick (пеперуден ритник) – скок с въртеливо движение, при което тялото наподобява формата на пеперуда във въздуха.
- Aerial (акробатичен скок) – скок без използване на ръце, подобен на салто, но с по-голяма свобода на движение.
- Flash Kick (светкавичен ритник) – задно салто, комбинирано с ритник във въздуха.
- Tornado Kick (торнадо ритник) – въртящ се ритник, при който тялото прави пълен кръг, преди кракът да удари целта.
- 540 Kick (540-градусов ритник) – ритник, при който тялото се завърта на 540 градуса, преди кракът да достигне целта.
- Double Leg (двоен скок) – скок, при който и двата крака се изтласкват едновременно във въздуха, създавайки впечатляващ визуален ефект.
- Webster (уебстър) – еднокрако предно салто, при което единият крак се използва за оттласкване.
- Side Flip (странично салто) – салто, изпълнено настрани, често използвано за преход между движения.
- Combo (комбинация) – свързване на няколко движения в плавна последователност, което демонстрира контрол и креативност.